# Harry O. Ruppe
Harry Oskar Ruppe (* 3. Mai 1929 in Leipzig; † 12. März 2016 in München) war ein deutscher Raumfahrttechniker und Hochschullehrer.

## Leben
Harry O. Ruppe studierte nach seinem Abitur an der Neuen Nikolaischule Leipzig 1948 Theoretische Physik in Leipzig. 1950 wechselte er zur Technische Hochschule Berlin, wo er im Jahre 1955 sein Studium mit dem Diplom abschloss. 1963 wurde er an der TU Berlin mit der Dissertation Über die Kosten bemannter Marsflüge zum Dr.-Ing. promoviert. 
Bereits seit 1957 arbeitete er im US-amerikanischen Huntsville, Alabama, im Team von Wernher von Braun. Er war bis 1963 zunächst als Projektingenieur, später als Assistent des Direktors, im Future Project Office des Apollo-Programms tätig. Zwischen 1959 und 1960 war er zugleich Projektleiter der Mondsonden Pioneer 3 und Pioneer 4. Von 1963 bis 1966 war er Programmleiter für die bemannte Mars-Flyby-Mission EMPIRE (Early Manned Planetary Roundtrip Experiment) sowie später Direktor des Future Project Office.
Im April 1966 wurde er an die Technische Hochschule München berufen und übernahm den neu geschaffenen Lehrstuhl für Raumfahrttechnik (mit dem gleichnamigen Institut in der Augustenstraße 77), den er als Ordinarius bis 1994 innehatte. Er gründete das Labor zur Erforschung des kosmischen Staubes im Planetensystem. Er entwickelte den Münchner Weltraumstuhl.
Harry Ruppe hinterließ zwei Kinder.

## Veröffentlichungen (Auswahl)
- Die grenzenlose Dimension: Raumfahrt, Teil 1: Chancen und Probleme, Düsseldorf (Econ) 1980. ISBN 3-430-17848-7
- Die grenzenlose Dimension: Raumfahrt, Teil 2: Werkzeuge und Welt, Düsseldorf (Econ) 1982. ISBN 3-430-17849-5
- Introduction to Astronautics, Academic Press, Band 1 (1966) und Band 2 (1967)
- Gedanken über die Möglichkeit interstellarer Raumfahrt. In: Ernst von Khuon (Hrsg.): Waren die Götter Astronauten? Wissenschaftler diskutieren die Thesen Erich von Dänikens. Econ, Düsseldorf 1970, ISBN 3-430-15382-4; Taschenbuchausgabe: Droemer, München/Zürich 1972, ISBN 3-426-00284-1, S. 104–112 (stark redigiertes und etwas gekürztes Originalmanuskript).
- Die grenzenlose Dimension. Raumfahrt. Econ Verlag, Düsseldorf 1986
- Chancen und Probleme. 1986, ISBN 3-430-17848-7.
- Werkzeuge und Welt. 1986, ISBN 3-430-17849-5.